# Hadeninae

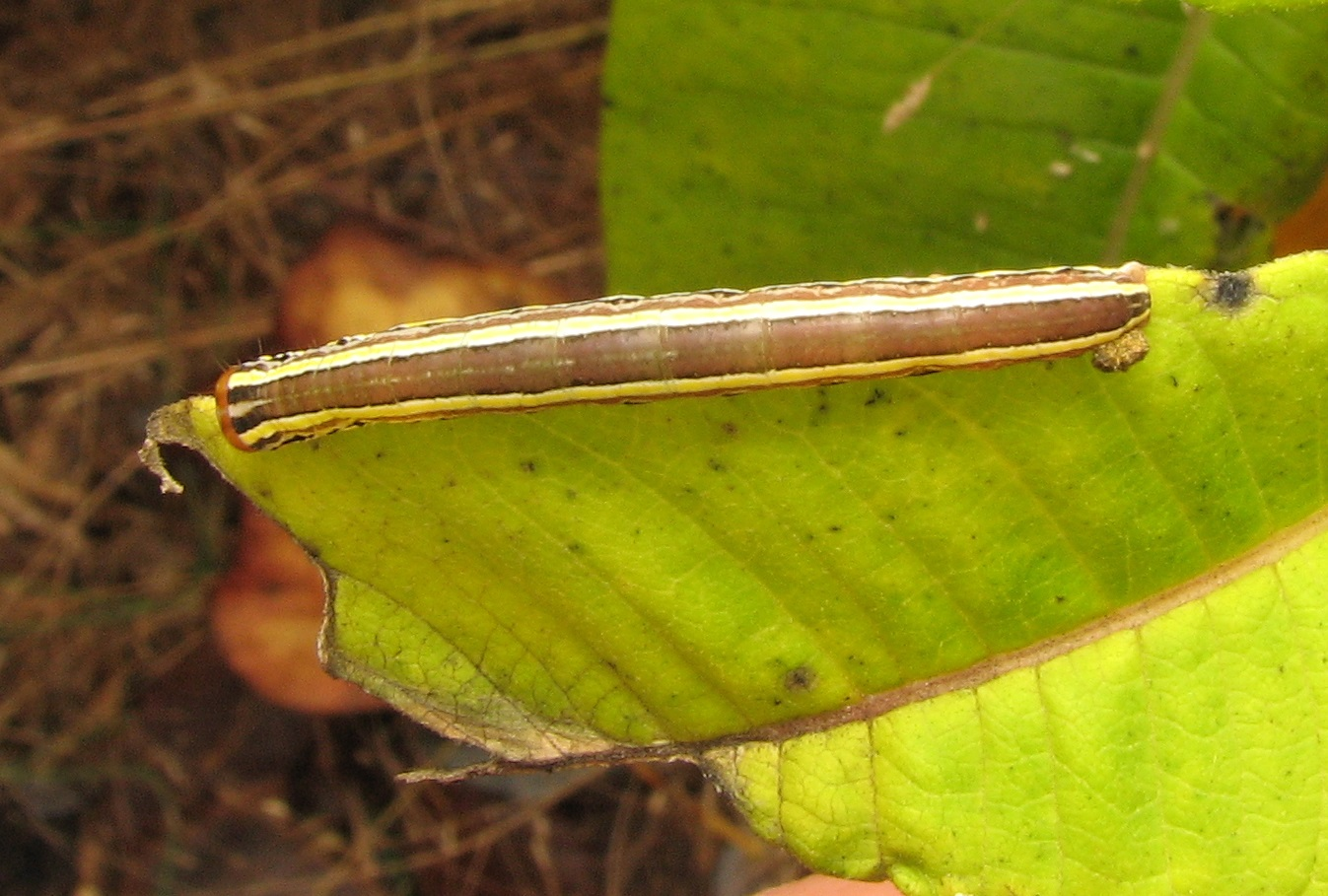
Oruga de Trichordestra legitima en Asclepias

Hadeninae es una subfamilia de lepidópteros perteneciente a la familia Noctuidae. Los límites entre este grupo y  Condicinae no son aún bien conocidos.

## Taxonomía
Los géneros de Hadeninae suelen ser asignados a un número de tribus que van desde unas muy grandes a otras monotípicas. Sin embargo, una alta proporción de géneros en la actualidad no están asignados a una tribu específica ya que sus relaciones requieren más estudios. En un gran número, la asignación de algunos géneros a Hadeninae está seriamente en duda. Los géneros incertae sedis son:
| - Acerra - Acherdoa - Achytonix - Acopa - Acrapex - Admetovis - Aeologramma - Afotella - Agrotisia - Amolita - Anateinoma - Annaphila - Anorthodes - Anycteola - Apaustis - Apospasta - Axenus - Barybela - Bathytricha - Borbotana - Bornolis - Bryolymnia - Busseola - Callixena - Calophasidia - Carelis - Cephalospargeta - Checupa - Chytonix - Clethrorasa - Conicofrontia - Conservula - Corythurus - Cosmodes - Crocigrapha - Cropia - Dargida - Dasygaster - Data - Dictyestra - Diplonephra - Dipterygina - Draudtia - Dyrzela - Eccleta | - Elusa - Emarginea - Emariannia - Eremaula - Eremochroa - Escaria - Eviridemas - Faronta - Feliniopsis - Fota - Fotella - Gloanna - Gonodes - Hadenella - Haemerosia - Hemibryomima - Heminocloa - Hemioslaria - Himella - Homoanarta - Hypoperigea - Iambia - Janthinea - Lignispalta - Lophocalama - Magusa - Manga - Marilopteryx - Metopiora - Micrathetis - Minofala - Miracavira - Mudaria - Musothyma - Nacopa - Narthecophora - Nedra - Nephelodes - Neumoegenia - Ogdoconta - Pachythrix - Pansemna - Paradiopa - Paromphale | - Persectania - Phosphila - Phuphena - Platyprosopa - Pseudenargia - Podagra - Poecopa - Poeonoma - Prochloridea - Prometopus - Properigea - Prospalta - Prothrinax - Protoperigea - Pseudanarta - Pseudanthoecia - Pseudobryomima - Pseudoedaleosia - Pyrois - Sasunaga - Sciomesa - Scotogramma - Sesamia - Sparkia - Speia - Speocropia - Stenopterygia - Stibaera - Syntheta - Thegalea - Thurberiphaga - Tiracola - Trichocerapoda - Trichoclea - Trichocosmia - Tridentifrons - Tridepia - Tringilburra - Trudestra - Walterella - Xylostola - Yepcalphis - Zotheca |